# Aeroportul Bilaspur
Aeroportul Bilaspur (IATA: PAB, ICAO: VABI) este un aeroport din Chhattisgarh, India. Aeroportul a fost tranzitat în decembrie 2022 de 4.294 de pasageri.
Situat la o altitudine de 274 m, aeroportul dispune de o singură pistă. Este operat de Airports Authority of India⁠(d).